# Чу-Сток
Чу-Сток (англ. Chew Stoke) — небольшая деревня и община в богатой долине Чу, в Сомерсете, Англия, примерно в 8 милях к югу от Бристоля и в 10 милях к северу от Уэлса. 
Она расположена на северной окраине холмов Мендип, региона, признанного Соединённым Королевством зоной исключительной природной красоты, и входит в зелёный пояс Бристоля и Бата. В состав общины входит деревня Брич-Хилл, которая находится примерно в 3,2 км к юго-западу от самого Чу-Сток.
У Чу-Сток долгая история, о чём свидетельствует количество и разнообразие его зданий — памятников архитектуры Соединённого Королевства. Деревня расположена на северной оконечности озера Чу-Валли, которое было создано в 1950-х годах, рядом с плотиной, насосной станцией, парусным клубом и рыбацкой базой. Через деревню протекает приток реки Чу, берущий начало в Строде.
Население в 1038 человек обслуживается одним магазином, одним действующим пабом, начальной школой и боулинг-клубом. Вместе с деревней Чу-Магна он образует округ Чу-Валли-Норт в составе унитарного образования Бат и Северо-Восточный Сомерсет. Школа Чу-Валли и связанный с ней центр досуга находятся менее чем в миле (1,6 км) от Чу-Сток. В деревне есть несколько предприятий легкой промышленности, но в основном это сельское хозяйство; многие жители ездят на работу в близлежащие города.